# Roy Ward Baker
Roy Ward Baker (Londres, 16 de diciembre de 1916 – Londres, 5 de octubre de 2010) fue un director de cine británico.

## Biografía
Su película más conocida es A Night to Remember (1958) por la cual ganó un Globo de Oro a la mejor película de lengua extranjera en 1959. Su carrera posterior incluye muchas películas de terror y programas de televisión.
De 1934 a 1939, Baker fue con Gainsborough Pictures, una productora de cine británica del norte de Londres. Sus primeros trabajos fueron de baja categoría, pero en 1938 había ascendido de nivel, como ayudante de dirección en la película de Alfred Hitchcock, The Lady Vanishes.
Sirvió en el ejército durante la Segunda Guerra Mundial, hasta la transferencia a la Unidad del Ejército Kinematograph en 1943 con el fin de hacer un mejor uso sus habilidades desarrolladas en su carrera antes de la guerra, la producción de documentales y materiales de enseñanza para las tropas. Uno de sus superiores en esa época fue el novelista Eric Ambler, quien dio a Baker su primera gran oportunidad en la dirección de The October Man, con guion de Ambler.
Durante la década de 1950, Baker trabajó durante tres años en Hollywood, donde dirigió a Marilyn Monroe en Don't Bother to Knock (1952) y a Robert Ryan en el film de cine negro Inferno (1953). Volvió al Reino Unido en la última parte de la década.
Dirigió episodios de Los vengadores, El Santo y The Champions, todas ellas series de aventuras creadas con un ojo puesto en el mercado americano. La ética de bajo presupuesto de producción de televisión le hizo bien adaptado a su cambio de carrera en las próximas producciones de bajo costo. Ha dirigido grandes películas británicas de teror, entre las que figuran: Quatermass and the Pit (1967),The Vampire Lovers (1970) y Las cicatrices de Drácula (1970), todas ellas para la Hammer, y Asylum (1972) y The Vault of Horror (1973) para Amicus. También dirigió a Bette Davis en la comedia de humor negro The Anniversary (1968).
En la última parte de la década de 1970 regresó a la televisión, y a lo largo de la década de 1980 continuó trabajando en programas como Minder. Se retiró en 1992.

## Filmografía
- 1945: Read All About It
- 1947: The October Man
- 1948: The Weaker Sex
- 1949: Paper Orchid
- 1950: Morning Departure (Salida al amanecer)
- 1950: Highly Dangerous (Armas secretas)
- 1951: The House in the Square / I'll Never Forget You
- 1952: Don't Bother to Knock (Niebla en el alma)
- 1952: Night Without Sleep
- 1953: Inferno
- 1955: Passage Home (Viaje de vuelta)
- 1956: Jacqueline
- 1956: Tiger in the Smoke
- 1957: The One That Got Away (El único evadido)
- 1958: A Night to Remember (La última noche del Titanic)
- 1961: The Singer Not the Song (El demonio, la carne y el perdón)
- 1961: Flame in the Streets (Fuego en las calles)
- 1962: The Valiant
- 1963: Two Left Feet
- 1966: The Fiction Makers (Secretaria para un ladrón)
- 1967: The Anniversary
- 1967: Quatermass and the Pit (¿Qué sucedió entonces?)
- 1968: Journey to Midnight
- 1968: The Anniversary
- 1968: The Fiction Makers - Telefilme
- 1969: Moon Zero Two (Luna cero dos)
- 1970: Foreign Exchange - Telefilme
- 1970: The Vampire Lovers
- 1970: Las cicatrices de Drácula
- 1971: Dr. Jekyll and Sister Hyde (Dr. Jekyll y su hermana Hyde)
- 1972: Asylum (Refugio macabro)
- 1973: The Vault of Horror
- 1973: And Now the Screaming Starts!
- 1974 : Mission: Monte Carlo
- 1974: The Legend of the 7 Golden Vampires (Kung-fu contra los siete vampiros de oro)
- 1980: The Monster Club (El club de los monstruos)
- 1984: The Masks of Death - Telefilme
- 1994: Sangre y muerte: El legado del terror de Hammer - Telefilme